# Eagle Grove (Géorgie)
Eagle Grove est une census-designated place située dans le comté de Hart, dans l’État de Géorgie, aux États-Unis. Lors du recensement de 2020, elle comptait 139 habitants.